# 宇治拾遺物語
《宇治拾遺物語》（うじしゅういものがたり），日本古典故事集，約成書於13世紀前葉。全書有15巻、共197篇故事，故事的舞台大多以中國、印度、日本為主。作者不詳。一般認為是與「宇治大納言」之稱的貴族源隆國所撰寫之《宇治大納言物語》成書同一年代，「宇治拾遺物語」可能是它的加筆、增補，或是拾遺集。
「宇治拾遺物語」所收錄的故事，大略可分成三種。
- 傳教説話（破戒僧與高僧之間的話題 決心·生死談等等）
- 世俗説話（趣味談、小偷和鳥獸的故事、愛情故事等等）
- 民間傳承（「麻雀報恩的故事」等等）

一些民間傳說故事，像稻草富翁、麻雀報恩、摘瘤爺爺等等深度的故事被收入。